# Haceby
Haceby – wieś w Anglii, w Lincolnshire, w dystrykcie North Kesteven, w civil parish Newton and Haceby. Leży 11,9 km od miasta Grantham, 35,5 km od Lincoln i 157,8 km od Londynu.
W 1921 roku civil parish liczyła 51 mieszkańców. Haceby jest wspomniana w Domesday Book (1086) jako Hazebi.